# Michael Longley
Michael Longley (Belfast, 27 luglio 1939 – Belfast, 22 gennaio 2025) è stato un poeta britannico naturalizzato irlandese.

## Biografia
Longley è figlio di genitori inglesi che negli anni venti si trasferiscono a Belfast, società piena di tensioni, dove cresce e si forma. Compie gli studi primari presso la Reale Accademia di Belfast per poi trasferirsi a Dublino nel 1958 per frequentare l'università al Trinity College dove il futuro poeta ha la conferma del posto che la poesia occupa nella propria vita. Al College stringe amicizia con Derek Mahon con il quale discute quotidianamente di poesia e che costituirà per il futuro poeta, come egli stesso dice, "il mio vero apprendistato poetico". Ritornato a Belfast conosce Seamus Heaney e frequenta il gruppo dei poeti che si riuniscono a casa del docente di letteratura inglese alla Queen's University, Philip Hobsbaum il rappresentante del rinascimento letterario dell'Ulster. Insegna in varie scuole di Belfast e di Londra e nel 1970 diventa direttore del Consiglio delle arti dell'Ulster e ne detiene la carica fino al 1991, anno del suo pensionamento. Nel 2001 riceve la medaglia d'oro per la poesia dalla Regina d'Inghilterra.
Pubblica la sua prima raccolta di poesia, "No Continuing City: Poems 1963-1968" nel 1969 e nel corso degli anni settanta, sconvolti dalla guerra civile, riesce a dare alle stampe altre tre raccolte: "An Exploded View" nel 1973, "Man Lying on a Wall" nel 1976 e "The Echo Gate: Poems 1975-1979" nel 1980. Trascorreranno più di dieci anni di silenzio ma tra il 1991 e il 2004, Longley pubblica altre quattro raccolte di versi che gli fanno ottenere molti riconoscimenti sia in patria che all'estero. Nel 1991 riceve il premio "Gorse Fires di Whitbreadper" per la poesia, nel 2000 l'Hawthornden Prize e in seguito il "T. S. Eliot Prize" e il Premio di arti di Belfast per la letteratura oltre al "Premio Librex Montale " nel 2005.
Michael Longley è stato "Writer Fellow" al Trinity College di Dublino nel 1993, ha contribuito a varie riviste compreso l'"Encounter" e il "Phoenix" e ha scritto per la BBC. È socio della "Royal Society of Literature" e membro di "Aosdána", un gruppo di artisti irlandesi impegnati nel campo della letteratura, della musica e delle arti visive. Visse a Belfast con la moglie Edna Longley.
Tutti i suoi poemi sono stati raccolti e pubblicati nel 2006.

## Poetica

### La prima fase
Nella prima raccolta di Longley, "No Continuing City", non si avvertono ancora i segni della crisi dell'Ulster mentre è evidente la preoccupazione di scrivere in modo stilisticamente e formalmente corretto per poter equiparare i migliori poeti contemporanei inglesi.

#### La riflessione sulla guerra
La ricerca formale non esclude però l'elaborazione di quei temi che lo accompagneranno durante tutta la sua formazione poetica come il tema dell'amore, il tema della natura, il tema della guerra.

Le riflessioni che egli fa sulla guerra prendono spunto da quei poeti che, come Wilfred Owen, Keith Douglas, David Rosenberg ed Edward Thomas, scrivono versi indimenticabili traendo ispirazione dalla loro esperienza al fronte.

Nei versi del poeta, che meditano sul fenomeno della violenza, si avverte l'epos omerico unito all'antimilitarismo delle figure rappresentate.

#### L'approccio al reale
Nella seconda raccolta, An Exploded View, il poeta segue il metodo dell'osservazione e della scomposizione, valorizzando il dettaglio ma senza dimenticare il sistema delle relazioni e degli equilibri generali cercando di utilizzare il metodo del distacco dalle tensioni.
Longley, che a differenza dei suoi colleghi non si è allontanato da Belfast, trova a Carrigskeewaun, distretto agricolo della contea di Mayo dove trascorre alcuni periodi di "buen retiro", la serenità necessaria per affrontare altri temi, soprattutto quello della natura che gli è particolarmente caro.
Con i versi "The Linen Industry", contenuti nella sua quarta raccolta (The Echo Gate), si conclude la prima fase alla quale seguiranno molti anni di silenzio.

### La seconda fase
Nel 1991, con la raccolta "Gorse Fires", Longley si dedica particolarmente al tema della natura in difesa dell'ecosistema e riprende il tema dell'epos omerico ispirandosi all'Iliade e all'Odissea.

#### Il tema dell'Olocausto
Appare inoltre per la prima volta il tema dell'Olocausto in "Terenzin" e "Ghetto": "Nessuna stanza è stata mai silenziosa come la stanza/in cui centinaia di violini sono appesi all'unisono".

#### La riconciliazione e la memoria dell'offesa
Nella raccolta successiva, "The Ghost Orchid", è compresa la poesia più conosciuta in Irlanda ("Ceasefire"). Essa viene pubblicata nel 1994, dopo due giorni dall'annuncio del cessate il fuoco da parte dell'IRA.

Si tratta di un sonetto di 14 versi che narra la storia del re Priamo che si reca da Achille per chiedere la restituzione del figlio Ettore, ucciso dal Pelide. Il vecchio Priamo bacia la mano di colui che gli ha ucciso il figlio ed è così la tregua (ceasefire), anche se, dice il poeta, "l'onestà della memoria esige che si precisi che la tregua di cui si parla nell'Iliade fu, appunto, solo una tregua, alla fine della quale il massacro riprese".

### La terza fase

#### L'economia linguistica
Nelle ultime due raccolte, "The Eeather in Japan" e "Sbow Water", si notano novità nel campo linguistico. Infatti i versi che le compongono sono brevi e ridotti a una linguistica essenziale come se il poeta, a livello simbolico, propendesse a una concezione dell'arte intesa come un delicato equilibrio per compensare lo sconvolgimento e la frantumazione dell'ordine nella vita quotidiana.

#### La forza terapeutica della poesia
In queste due raccolte il poeta insiste sulla sua fede nella forza terapeutica della poesia. Solo elaborando la perdita si può ricostruire sul foglio quello che nella vita è stato distrutto.

## Opere
- Ten Poems (1965)
- Secret Marriages: Nine Short Poems (1968)
- No Continuing City (1969)
- Lares (1972)
- An Exploded View (1973)
- Fishing in the Sky: Love Poems (1975)
- Man Lying on a Wall (1976)
- The Echo Gate (1979)
- Patchwork (1981)
- Poems 1963-1983 (1985)
- Poems 1963-1980 (1981)
- Gorse Fires (1991)
- Baucis and Philemon: After Ovid (1993)
- Birds and Flowers: Poems (1994)
- Tuppeny Stung: Autobiographical Chapters (1994)
- The Ghost Orchid (1996)
- Ship of the Wind (1997)
- Broken Dishes (1998)
- Selected Poems (1998)
- The Weather in Japan (2000)
- Snow Water (2004)
- Collected Poems (2006)
- A Hundred Doors (2011)